# Malinovo
Malinovo (in ungherese Éberhárd, in tedesco Eberhard) è un comune della Slovacchia facente parte del distretto di Senec, nella regione di Bratislava.